# Frente de Levante
El Frente de Levante es uno de los cuatro frentes que cercan el Primer Recinto Fortificado de Melilla la Vieja y fue levantado en el siglo XVI al este del Primer Recinto Fortificado.

## Descripción
Está formado por una muralla en la que se sitúan: el Torreón del Bonete, cuadrado sobre el que se levanta el Faro de Melilla, del siglo XX; la Puerta del Socorro; el Torreón del Bonete Chico, hemiésferico; las Cuevas del General; el Torreón de los Bolaños o de las Pelotas, cuadrado con orejones; el Torreón del Bernal Francés, hemiésferico; las Cuevas de la Florentina, y el Torreón de las Cabras, circular. Los torreones fueron construidos en 1515 y reformados en 1527 por Gabriel Tadino de Martinengo y en 1533 por Sancho Escalante. A partir de esa fecha cada uno sufre transformaciones específicas.